# Хатія Чконія
Хатія Чконія (груз. ხატია ჭყონია; нар. 16 жовтня 1989, Тбілісі, Грузинська РСР) — грузинська футболістка, півзахисниця грузинського «Ланчхуті 2016» та національної збірної Грузії.

## Клубна кар'єра

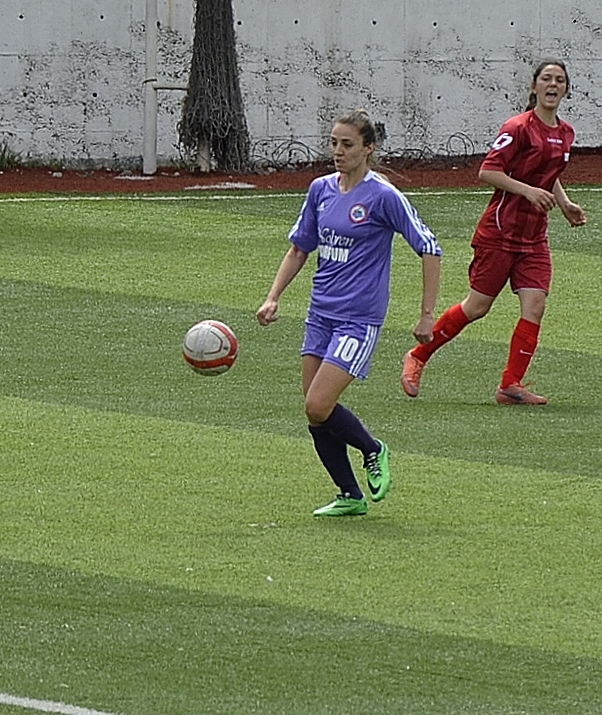
Хатія Чконя (у бузовому) у виїзному матчі «Кдз. Ереджиліспора» проти «Аташехір Беледієспора» (сезон 2013/14).

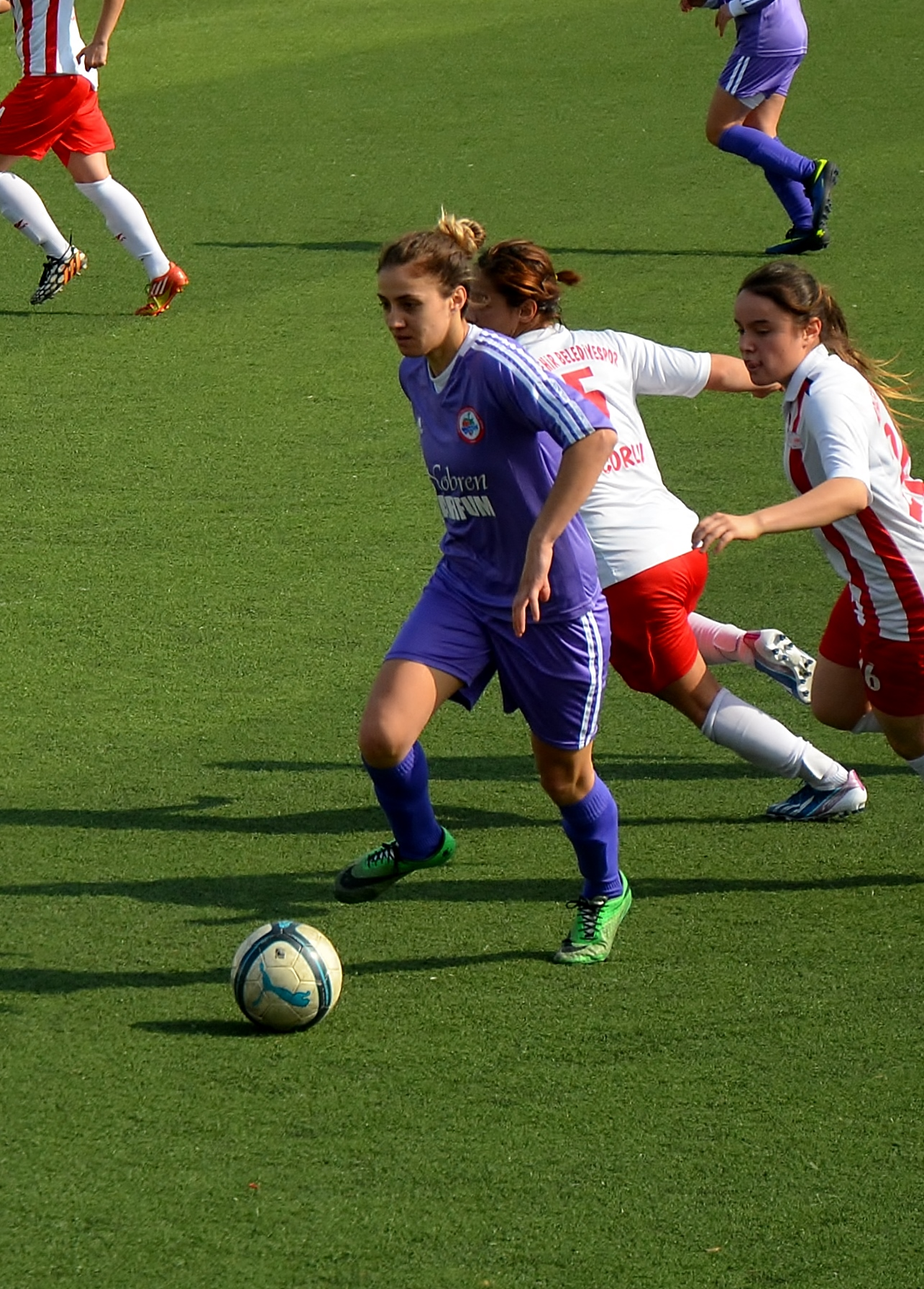
Хатія Чконя (у бузовому) у виїзному матчі «Кдз. Ереджиліспора» проти «Аташехір Беледієспора» (сезон 2014/15).

Футболом захопилася з раннього дитинства. Футболом розпочала займатися в новоствореній команді «Кобулеті».
На батьківщині виступала за «Динамо» (Тбілісі). Вперше на міжнародному рівні зіграла у матчах групи А7 Кубку УЄФА 2007/08. Відзначилася двома голами у поєдинку проти сербської команди «Напредак» (Крушевац). 
16 липня 2009 року, напередодні старту Ліги чемпіонів 2009/10, приєдналася до турецького клубу «Трабзонспор». Відзначилася голом у своєму першому матчі на турнірі проти словенської команди «Крка». Також зіграла й у двох наступних матчах Ліги чемпіонів 2009/10. Провела в команді один сезон, відзначився 9-ма голами у 17 матчах чемпіонату, після чого перейгла до іншої трабзонської команди «Трабзон Ідманокагі». Провела в команді три сезони, зігравла 51 матч та відзначився 34-ма голами. У сезоні 2012/13 років перейшла в інший чорноморський клуб «Кдз Ереджилспор», де вона продовжує грати. У другій половині сезону 2016/17 років вона перейшла до стамбульського клубу «Аташехр Беледієспор».
4 січня 2018 року перейшла в «Ількадим Беледієспор».
Після вильоту свого клубу до Другої ліги вона покинула свій клуб і в сезоні 2018/19 років перейшла до представника Першої ліги, ізмірського «Конак Беледієспор».
2 липня 2019 року покинула клуб «Конак Беледієспор» і повернулася на батьківщині. У 2019 році на щорічній церемонії нагородження, організованої Федерацією футболу Грузії, Хатія Чконія отримала приз найкращої гравчині жіночого чемпіонату Грузії. У жовтні Хатія встановила футбольний рекорд Грузії, відзначилася 15-ма голами в одній грі чемпіонату.
Восени 2020 року «Ланчхуті» будучи дебютантом жіночої Ліги чемпіонів УЄФА подолала два етапи і потрапила до числа 32-х найкращих команд. У чотирьох матчах на вище вказаному турнірі Хатія Чконя тричі відзначалася забитими м'ячами у ворота суперників, а переможний гол у ворота румунської «Олімпії», визнаний найкращим голом року за версією Федерації футболу Грузії. Це був перший випадок, коли приз отримала гравчиня жіночої команди. Також Чконія вдруге поспіль переміг у номінації «Найкраща футболістка року».

## Кар'єра в збірній
У футболці національної збірної Грузії 15 квітня 2010 року у групі 3 кваліфікації чемпіонату світу 2011 року проти Греції. Також зіграла на вище вказаному турнірі зіграла в матчі проти Болгарії. Брала участь у матчах кваліфікації чемпіонату Європи проти Мальти, Вірменії та Фарерських островів. Отримала виклик на матчі 2-ї групи кваліфікації чемпіонату світу 2015 року. На груповому етапі вище вказаного турініру зіграла в матчах проти Литви, Чорногорії та Фарерських Островів, в яких відзначилася одним голом.

## Особисте життя
У Хатії п’ять сестер, у тому числі й близнюки, а також один брат.

## Клубна статистика
Станом на 21 квітня 2019
| Клуб                   | Сезон             | Ліга                 | Ліга  | Ліга | Континентальні | Континентальні | Національні | Національні | Загалом | Загалом |
| Клуб                   | Сезон             | Дивізіон             | Матчі | Голи | Матчі          | Голи           | Матчі       | Голи        | Матчі   | Голи    |
| ---------------------- | ----------------- | -------------------- | ----- | ---- | -------------- | -------------- | ----------- | ----------- | ------- | ------- |
| «Трабзонспор»          | 2009–10           | Перша ліга Туреччини | 17    | 9    | 3              | 1              |             |             | 20      | 10      |
| «Трабзонспор»          | Загалом           | Загалом              | 17    | 9    | 3              | 1              |             |             | 20      | 10      |
| «Трабзон Ідманочаджи»  | 2010–11           | Перша ліга Туреччини | 21    | 19   | –              | –              | 3           | 0           | 24      | 19      |
| «Трабзон Ідманочаджи»  | 2011–12           | Перша ліга Туреччини | 21    | 15   | –              | –              |             |             | 21      | 15      |
| «Трабзон Ідманочаджи»  | 2012–13           | Перша ліга Туреччини | 9     | 0    | –              | –              | 3           | 1           | 10      | 1       |
| «Трабзон Ідманочаджи»  | Загалом           | Загалом              | 51    | 34   |                |                | 6           | 1           | 57      | 35      |
| «Кдз Ереджилспор»      | 2012–13           | Перша ліга Туреччини | 7     | 5    | –              | –              |             |             | 7       | 5       |
| «Кдз Ереджилспор»      | 2013–14           | Перша ліга Туреччини | 17    | 4    | –              | –              |             |             | 17      | 4       |
| «Кдз Ереджилспор»      | 2014–15           | Перша ліга Туреччини | 14    | 7    | –              | –              |             |             | 14      | 7       |
| «Кдз Ереджилспор»      | 2015–16           | Перша ліга Туреччини | 17    | 15   | –              | –              |             |             | 17      | 15      |
| «Кдз Ереджилспор»      | Загалом           | Загалом              | 55    | 31   | –              | –              | 0           | 0           | 55      | 31      |
| «Аташехір Беледієспор» | 2016–17           | Перша ліга Туреччини | 17    | 7    | –              | –              | 0           | 0           | 17      | 7       |
| «Аташехір Беледієспор» | 2017–18           | Перша ліга Туреччини | 4     | 0    | –              | –              | 0           | 0           | 4       | 0       |
| «Аташехір Беледієспор» | Загалом           | Загалом              | 21    | 7    | –              | –              | 0           | 0           | 21      | 7       |
| «Ількадим Беледієспор» | 2017–18           | Перша ліга Туреччини | 11    | 5    | –              | –              | 0           | 0           | 11      | 5       |
| «Ількадим Беледієспор» | Загалом           | Загалом              | 11    | 5    | –              | –              | 0           | 0           | 11      | 5       |
| «Конак Беледієспор»    | 2018–19           | Перша ліга Туреччини | 13    | 1    | –              | –              | 0           | 0           | 13      | 1       |
| «Конак Беледієспор»    | Загалом           | Загалом              | 13    | 1    | –              | –              | 0           | 0           | 13      | 1       |
| Усього за кар'єру      | Усього за кар'єру | Усього за кар'єру    | 168   | 87   | 3              | 1              | 6           | 1           | 177     | 89      |

## Досягнення
«Трабзонспор»
- Перша ліга Туреччини
  -  Чемпіон (1): 2009/10

«Кдз Ереджилспор»
- Перша ліга Туреччини
  -  Бронзовий призер (1): 2012/13

«Аташехір Беледієспор»
- Перша ліга Туреччини
  -  Бронзовий призер (1): 2016/17

«Конак Беледієспор»
- Перша ліга Туреччини
  -  Бронзовий призер (1): 2018/19